# Clytus tropicus
Clytus tropicus är en skalbaggsart som först beskrevs av Georg Wolfgang Franz Panzer 1795.  Clytus tropicus ingår i släktet Clytus och familjen långhorningar. IUCN kategoriserar arten globalt som livskraftig.
Artens utbredningsområde är:
- Corsica.
- Frankrike.
- Ukraina.

Inga underarter finns listade i Catalogue of Life.